# الربيع بنت النضر
الصحابية الربيع بنت النضر بن ضمضم بن زيد بن حرام الأنصارية ، ويقال لها أم الرَّبيع بنت البراء ، أخت أنس بن النضر ، وعمة أنس بن مالك خادم رسول الله، وأم حارثة بن سراقة من شهداء غزوة بدر

## نسبها
- هي: الرُّبَيِّع بنت النضر بن ضَمْضَم ن زيد بن حرام بن جُنْدَب بن عامر بن غَنْم بن عدي بن النجار، واسمه تيم الله؛ بن ثعلبة بن عمرو بن الخزرج بن حارثة الأنصاري الخزرجي النجاري من بني عدي بن النجار.[2]
- أخوتها:

1. أنس بن النضر، وهو من شهداء غزوة أحد.[3]
2. مَالِك بن النَضر بن ضَمْضَم، وهو والد أنس بن مالك والبراء بن مالك.[4]

- زوجها: سُراقة بن الحارث بن عديّ بن مالك بن عديّ بن عامر بن غَنْم بن عديّ بن النجّار[4] وأنجبت منه:

1. حارثة بن سراقة، وهو من شهداء غزوة بدر.
2. أم عمير بنت سراقة.

## إسلامها
أسلمت أمّ حارثة وبايعت رسول الله  ، وروي أنس بن مالك أنها : 
| الربيع بنت النضر | كسرتْ ثنيَّةَ امرأةٍ فأمرَ رسولُ اللهِ ﷺ بالقِصَاصِ ، فقال أنسٌ بن النضر : يا رسولَ اللهِ ، والذي بعثكَ بالحقِّ ، لا تُكْسَرُ ثَنِيَّتَهَا ، فرَضُوا بالأرْشِ وتركوا القِصَاصَ ، فقال رسولُ اللهِ ﷺ : إنَّ من عبادِ اللهِ من لو أقسمَ على اللهِ لأبَرَّهُ | الربيع بنت النضر |

### غزوة بدر
استشهد ابنها حارثة بن سراقة في غزوة بدر ، فجاءت النبي ﷺ وقالت : 
| الربيع بنت النضر | يا نَبيَّ اللَّهِ، ألا تُحدِّثُني عن حارثة فإن كان في الجنةِ صَبَرتُ، وإنْ كان غيرَ ذلك، اجتَهَدتُ عليهِ في البُكاءِ. فقال: يا أُمَّ حارثَةَ إنها جِنانٌ في الجنَّةِ، وإنَّ ابنَكِ أصابَ الفِردَوسَ الأعْلَى | الربيع بنت النضر |

### غزوة أحد
استشهد أخيها أنس بن النضر في غزوة أحد ، فوُجِدَ في جسدِه بضعٌ وثمانون . من بين ضربةٍ وطعنةٍ ورميةٍ، فقالت أختُه الرُّبيِّعُ بنتُ النَّضرِ : 
| الربيع بنت النضر | فما عرفتُ أخي إلا ببنانِه | الربيع بنت النضر |